# Tumbuan
Tumbuan is een bestuurslaag in het regentschap Seluma van de provincie Bengkulu, Indonesië. Tumbuan telt 1626 inwoners (volkstelling 2010).